# Osso cuneiforme
Le ossa cuneiformi sono tre ossa del piede, così chiamate per la loro forma, simile a quella di un cuneo. Sono collocate anteriormente all'osso navicolare e posteriormente alle prime tre ossa metatarsali.

## Anatomia
Il primo osso cuneiforme (o osso cuneiforme mediale), a differenza degli altri due, possiede la base plantare, questa disposizione è responsabile della formazione dell'arco trasverso del piede. Tra i cuneiformi è il più voluminoso, possiede una faccia dorsale ruvida, una faccia prossimale che si articola con una faccetta piriforme concava all'osso navicolare, una faccia distale, reniforme, che si articola con il primo osso metatarsale. La sua faccia mediale è convessa, mentre la laterale è concava prossimalmente al navicolare, convessa distalmente. Quest'ultima presenta sulla convessità due piccole strisce che la articolano con il secondo cuneiforme, più distalmente invece un'ulteriore faccetta di forma simile o quadrangolare lo connette al secondo metatarso con l'aiuto del legamento interosseo intercuneiforme. Sulla sua superficie plantare, presso la base, si inseriscono fibre del muscolo tibiale posteriore, all'angolo antero-mediale si inserisce un fascio del tibiale anteriore, all'angolo antero-laterale uno del peroneo lungo. L'osso è vascolarizzato dall'arteria plantare mediale e innervato dal nervo peroneo profondo e dal plantare mediale.

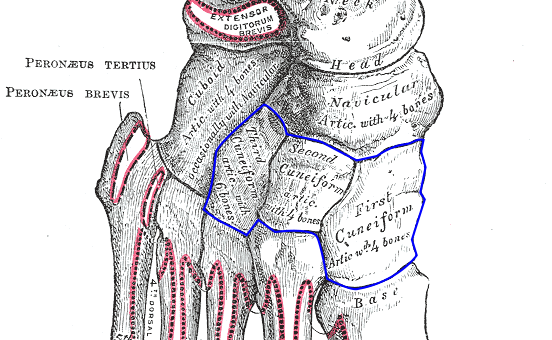
Immagine delle ossa cuneiformi tratta dal Gray.

Il secondo osso cuneiforme (o osso cuneiforme intermedio), come il terzo, possiede la base del cuneo corrispondente alla superficie dorsale, ed è il più piccolo dei cuneiformi. Si articola con la sua faccetta prossimale, triangolare, con l'osso navicolare, con la distale, anch'essa triangolare, con il secondo osso metatarsale. Sulla superficie mediale vi è una faccetta nastriforme che lo articola con il primo osso cuneiforme, talvolta essa è divisa in due faccette distinte. La superficie laterale presenta una faccetta verticale nastriforme che lo articola con il terzo cuneiforme. L'osso è collegato ai due cuneiformi adiacenti medianete i legamenti intercuneiformi. Al centro della superficie plantare prende inserzione un capo del muscolo tibiale posteriore. È irrorato dall'arteria metatarsale dorsale ed innervato dal nervo peroneo profondo e plantare mediale.
Il terzo osso cuneiforme (o osso cuneiforme laterale) è disposto nello spazio in modo simile al secondo, ma è più voluminoso. La sua superficie prossimale possiede una faccetta triangolare con cui si articola con l'osso navicolare, distalmente invece si articola mediante una faccetta nastriforme (che talvolta si presenta divisa in due faccette) con il terzo osso metatarsale. La superficie mediale presenta una faccetta articolare per il secondo cuneiforme, mentre la laterale una triangolare od ovale per il cuboide. Più distalmente una faccetta semilunare permette l'articolazione con il quarto osso metatarsale. Su di esso si inserisce parte del muscolo adduttore dell'alluce (sulla superficie plantare presso l'angolo supero-laterale), e parte del muscolo flessore breve dell'alluce. È irrorato dall'arteria metatarsale dorsale, innervato dal nervo peroneo profondo e plantare laterale.